# Kort Grocery

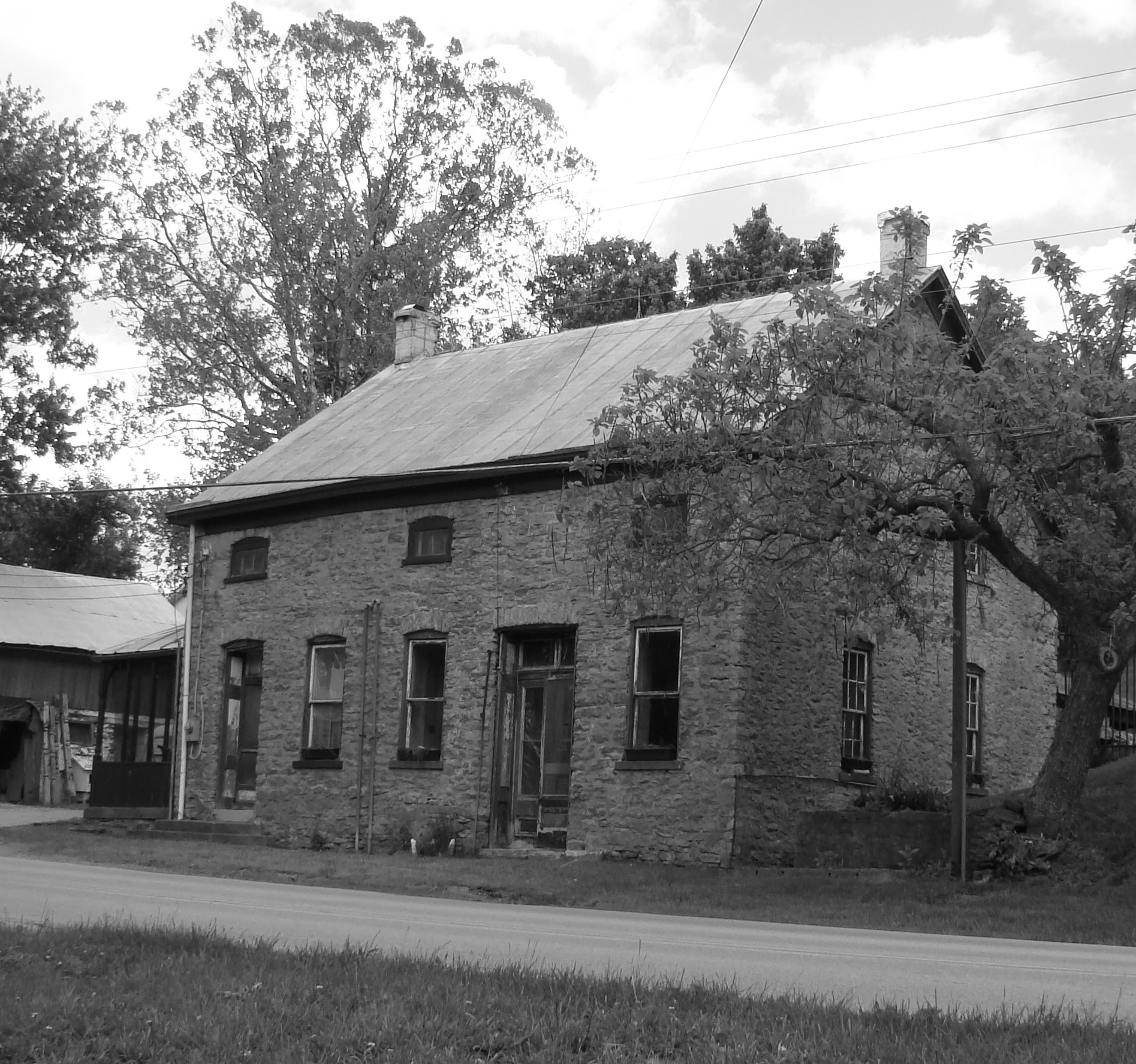
Kort Grocery

Das Kort Grocery ist ein historisches Gebäude in Camp Springs, Kentucky. Das ehemalige Lebensmittelgeschäft wurde 1880 von Peter Kort als Teil einer von deutschen Einwanderern erbauten Siedlung an der heutigen Four Mile Pike errichtet.
Das Gebäude wurde am 9. März 1983 vom National Register of Historic Places mit der Nummer 83002606 aufgenommen und ist heute in Privatbesitz.